# Seth Barnes Nicholson
Seth Barnes Nicholson född 12 november 1891 i Springfield, Illinois, död 2 juli 1963 i Los Angeles, var en amerikansk astronom.
1963 tilldelades han Brucemedaljen.
Minor Planet Center listar honom som S. B. Nicholson och som upptäckare av 2 asteroider.
Han upptäckte även de fyra Jupiter månarna Sinope, Lysithea, Carme och Ananke
Asteroiden 1831 Nicholson är uppkallad efter honom. Även nedslagskratern Nicholson på månen och kratern Nicholson, på Mars är uppkallade efter honom.

## Lista över upptäckta mindre planeter och asteroider
| 878 Mildred   | 6 september 1916 |
| 1647 Menelaus | 23 juni 1957     |